# Canton de La Ferté-Vidame
Le canton de La Ferté-Vidame est une ancienne division administrative française située dans le département d'Eure-et-Loir et la région Centre-Val de Loire.

## Géographie
Ce canton du Thymerais dans le Perche était organisé autour de La Ferté-Vidame dans l'arrondissement de Dreux. Son altitude variait de 165 m (Boissy-lès-Perche) à 286 m (La Ferté-Vidame) pour une altitude moyenne de 220 m.

## Administration

### Conseillers généraux de 1833 à 2015
| Période | Période | Identité                    | Étiquette | Qualité                                                              |
| ------- | ------- | --------------------------- | --------- | -------------------------------------------------------------------- |
| 1945    | 1956    | Pierre Lefebure (1883-1967) | DVD       | Maire de Boissy lès Perche (1912-1949)                               |
| 1956    | 1973    | Gaston Goussard             | UDR       | Maire de Boissy lès Perche (1959-1968)                               |
| 1973    | 2004    | Jacques Dussutour           | UMP       | Administrateur civil Maire de La Ferté-Vidame (1971-2001)            |
| 2004    | 2015    | Jean-Pierre Jallot          | UMP       | Ancien consultant en management Maire de La Ferté-Vidame (2001-2014) |

### Conseillers d'arrondissement (de 1833 à 1940)
| Période                                  | Période      | Identité                                                 | Étiquette | Qualité |
| ---------------------------------------- | ------------ | -------------------------------------------------------- | --------- | --- |
| 1833                                     | 1842         | François Mathieu Langlois de La Boussardière (1778-1863) |           | Propriétaire, maire de Boissy-le-Sec (1815-1840)                                                            |
| 1842                                     | 1848         | Florimond de Beausacq (1795-1856)                        |           | Ancien chef d'escadron, maire de Boissy-le-Sec                                                              |
|                                          |              |                                                          |           | |
| av.1884                                  |              | Frédéric-Albert Prat                                     |           | Licencié en droit, maire de Lamblore, suppléant du juge de paix                                             |
|                                          |              |                                                          |           | |
| 1919                                     | 1925         | Pierre Lefébure                                          | URD       | Maire de Boissy-lès-Perche                                                                                  |
| 1925                                     | 1932 (décès) | Paul Arnonville (1866-1932)                              | Radical   | Ferblantier, conseiller municipal de La Ferté-Vidame                                                        |
| 1932                                     | 1940         | Alfred Seguin                                            | Radical   | Adjoint au maire de La Ferté-Vidame                                                                         |
| 1940                                     |              |                                                          |           | Les conseils d'arrondissement ont été suspendus par la loi du 12 octobre 1940 et n'ont jamais été réactivés |
| Les données manquantes sont à compléter. |              |                                                          |           | |

## Composition
Le canton de La Ferté-Vidame regroupait sept communes et comptait 2 289 habitants (recensement de 1999 sans doubles comptes).
| Communes           | Population (2012) | Code postal | Code Insee |
| ------------------ | ----------------- | ----------- | ---------- |
| Boissy-lès-Perche  | 534               | 28340       | 28046      |
| La Chapelle-Fortin | 159               | 28340       | 28077      |
| La Ferté-Vidame    | 818               | 28340       | 28149      |
| Lamblore           | 375               | 28340       | 28202      |
| Morvilliers        | 129               | 28340       | 28271      |
| Les Ressuintes     | 127               | 28340       | 28314      |
| Rohaire            | 147               | 28340       | 28316      |

## Démographie
| 2012  |
| ----- |
| 2 201 |